# Palawanspiegelpauw
De palawanspiegelpauw of palawanpauwfazant (Polyplectron napoleonis synoniem Polyplectron emphanum Temminck) is een van de opvallendste leden van de pauwfazanten. De soort komt alleen voor in regenwouden langs de kust van het Filipijnse eiland Palawan. De lokale naam voor de vogel is Tandikan.

## Algemeen
De palawanspiegelpauw is een pauwfazant van gemiddelde grootte. Opvallend bij het mannetje zijn het rechtopstaande kuifje en haar opvallend blauwgroen gekleurde veren. De staart, die als een waaier kan worden opgezet, is versierd met grote blauwgroene ogen. Het vrouwtje daarentegen is erg onopvallend bruin van kleur en kleiner dan het mannetje. Het mannetje wordt zo'n 51 cm lang, terwijl het vrouwtje zo'n 45 cm wordt. De vleugellengte van het mannetje is zo'n 19 cm en dat van het vrouwtje zo'n 17,5 cm.

## Verspreiding en leefgebied
Deze vogel leeft op de bodem van de regenwouden tot een hoogte van zo'n 800 - 1000 meter aan de kusten van het eiland Palawan in de Filipijnen. De mannetjes leven solitair, terwijl de vrouwtjes in kleine groepen kunnen voorkomen.

## Voedsel
Over het voedsel van deze vogel in het wild is weinig bekend. Vermoedelijk eet de palawanpauwfazant zaden en fruit.

## Voortplanting
Men neemt aan dat de palawanpauwfazant in het wild per keer 1 of 2 eieren legt zoals bijna alle andere soorten uit het geslacht Polyplectron. De broedtijd van de palawanpauwfazant is in gevangenschap zo'n 18 tot 19 dagen.

## Status
De palawanspiegelpauw heeft een beperkt verspreidingsgebied en daardoor is de kans op uitsterven aanwezig. De grootte van de populatie werd in 2016 door BirdLife International geschat op 20 tot 50 duizend individuen en de populatie-aantallen nemen af door habitatverlies. Het leefgebied wordt aangetast door grootschalige ontbossing in het laagland waarbij natuurlijk bos wordt omgezet in gebied voor agrarisch gebruik. Daarnaast bestaat er jacht op deze hoenders. Om deze redenen staat deze soort als kwetsbaar op de Rode Lijst van de IUCN.